# Enrei-Tunnel
Der Enrei-Tunnel (jap. 塩嶺トンネル Enrei tonneru) ist ein Eisenbahntunnel auf der japanischen Insel Honshū. Er liegt zwischen Okaya und Shiojiri in der Präfektur Nagano, inmitten der Japanischen Alpen. Der zweigleisige Tunnel ist 5,994 km lang und ist Teil der von JR Central betriebenen Chūō-Hauptlinie, einer der wichtigsten Bahnstrecken des Landes.

## Beschreibung

Lageplan der Bahnstrecken rund um Shiojiri und Okaya

Zwischen Okaya und Shiojiri macht die ursprüngliche Streckenführung der Chūō-Hauptlinie einen weiten Umweg über Tatsuno. Die geologische Situation ist schwierig, denn der Berg dazwischen ist Teil einer äußerst komplexen Verwerfungszone, der Itoigawa-Shizuoka Tectonic Line am westlichen Rand der so genannten Fossa Magna. Diese ist durch pyroklastische Ströme des Quartärs gekennzeichnet. Zu Beginn des 20. Jahrhunderts war eine direkte Streckenführung technisch nicht machbar. Die stattdessen errichtete eingleisige Umgehungsstrecke entlang der Täler des Tenryū und des Yokogawa weist stellenweise große Neigungen und enge Kurven auf, weshalb sie seit jeher ein Flaschenhals ist.
Als Reaktion auf den zunehmenden Verkehr auf der Chūō-Hauptlinie präsentierte die Japanische Staatsbahn im Jahr 1966 das Projekt einer Direktverbindung zwischen Okaya und Shiojiri, zumal die technologischen Voraussetzungen nun gegeben waren. Die Bauarbeiten unter der Federführung der Taisei Corporation begannen im Februar 1974, die Baukosten betrugen letztlich 51 Milliarden Yen. Zur Anwendung gelangte überwiegend die Neue Österreichische Tunnelbaumethode, Wassereinbrüche sorgten für zahlreiche Verzögerungen. Der Durchschlag erfolgte im April 1982, die Eröffnung fand am 5. Juli 1983 statt. Die neue Strecke durch den Enrei-Tunnel verkürzte die Distanz zwischen Okaya und Shiojiri von bisher 28 km auf neu 12 km. Dadurch verringerte sich die Fahrtzeit um bis zu 26 Minuten.